# Sour Candy
《Sour Candy》는 미국의 가수 레이디 가가와 대한민국의 걸 그룹 블랙핑크의 노래로, 2020년 5월 28일 레이디 가가의 앨범 Chromatica (2020)의 프로모션 싱글로 발매되었다. 스스로를 신 사탕에 비유하는 이 노래는 말레이시아, 싱가포르 차트에서 1위를 기록하였다.
2021년 7월 28일, "Sour Candy"는 "Chromatica"의 전체 싱글 5번째로 한국 라디오에 보내졌다.